# SMS Kaiser Barbarossa
SMS Kaiser Barbarossa là một thiết giáp hạm tiền-dreadnought thuộc lớp Kaiser Friedrich III được Hải quân Đế quốc Đức chế tạo vào giai đoạn cuối thế kỷ 19 bước sang thế kỷ 20. Kaiser Barbarossa được đặt lườn tại xưởng tàu của hãng Schichau ở Danzig vào ngày tháng 8 năm 1898; nó được hạ thủy vào ngày 24 tháng 4 năm 1900 và hoàn tất vào tháng 6 năm 1901 với chi phí 20.301.000 Mác vàng. Con tàu được trang bị dàn pháo chính gồm bốn khẩu 24 xentimét (9,4 in) trên hai tháp pháo nòng đôi.
Kaiser Barbarossa đã phục vụ cho Hải quân Đức từ năm 1901 đến năm 1907. Vào năm 1907, nó được cho vào ụ tàu để được nâng cấp hiện đại hóa, công việc kéo dài cho đến năm 1910. Vào lúc này, các thiết giáp hạm dreadnought mới bắt đầu được đưa ra hoạt động, khiến Kaiser Barbarossa trở nên lạc hậu. Kết quả là nó được cho ngừng hoạt động và đưa về lực lượng dự bị. Khi Chiến tranh Thế giới thứ nhất nổ ra vào tháng 8 năm 1914, nó cùng các tàu chị em được huy động trở lại để phục vụ như những hải phòng hạm thuộc Hải đội Chiến trận 5 và được phân về khu vực biển Baltic. Đến tháng 2 năm 1915, các con tàu được rút khỏi hoạt động để phục vụ trong các vai trò phụ trợ. Kaiser Barbarossa trải qua thời gian còn lại của chiến tranh như một tàu giữ tù binh tại Wilhelmshaven. Sau khi chiến tranh kết thúc vào năm 1918, Kaiser Barbarossa được cho ngừng hoạt động và bị bán để tháo dỡ trong những năm 1919-1920.

## Thiết kế và chế tạo
Kaiser Wilhelm II, Hoàng đế của Đế quốc Đức, tin rằng đất nước cần có một lực lượng hải quân mạnh mẽ để bành trướng ảnh hưởng ra bên ngoài lục địa Châu Âu. Vì vậy, ông khởi phát một chương trình xây dựng lực lượng hải quân vào cuối những năm 1880, và những chiếc thiết giáp hạm đầu tiên được chế tạo chính là bốn chiếc thuộc lớp Brandenburg. Chúng được tiếp nối bởi năm chiếc lớp Kaiser Friedrich III.
Các con tàu có chiều dài chung 125,3 m (411 ft), mạn thuyền rộng 20,4 m (67 ft), và độ sâu của mớn nước là 7,89 m (25,9 ft) ở phía trước và 8,25 m (27,1 ft) ở phía sau. Chúng được vận hành bởi ba động cơ hơi nước ba buồng bành trướng đặt dọc dẫn động ba trục chân vịt; hơi nước được cung cấp bởi bốn nồi hơi Thornycroft và sáu nồi hơi hình trụ dọc. Hệ thống động lực của Kaiser Barbarossa sản sinh công suất 13.000 mã lực chỉ (9.700 kW), cho phép đạt đến tốc độ tối đa 17,5 hải lý trên giờ (32,4 km/h).
Dàn vũ khí của Kaiser Barbarossa bao gồm bốn khẩu 24 xentimét (9,4 in) SK/L 40 trên hai tháp pháo nòng đôi, một phía trước và một phía sau cấu trúc thượng tầng trung tâm. Dàn pháo hạng hai gồm mười tám khẩu hải pháo 15 cm (5,9 in) SK L/40 và mười hai khẩu pháo 8,8 cm (3,5 in) SK L/30 bắn nhanh. Ngoài ra nó còn được trang bị sáu ống phóng ngư lôi 45 cm (17,7 in) đặt trên các bệ xoay bên trên mực nước.
Kaiser Barbarossa được đặt lườn vào năm 1898 dưới cái tên tạm thời "B" vì nó là một bổ sung mới cho hạm đội, và nó được chế tạo tại xưởng tàu của hãng Schichau-Werke ở Danzig dưới số hiệu chế tạo 640. Kaiser Barbarossa được hạ thủy vào ngày 21 tháng 4 năm 1900; tên của nó được đặt theo Hoàng đế Thần thánh La Mã Frederick I Barbarossa, và nó được đưa ra hoạt động cùng hạm đội vào ngày 10 tháng 6 năm 1901. Chi phí để chế tạo con tàu là 20.301.000 Mác vàng. Các cuộc thử nghiệm được tiến hành sau khi nó được đưa ra hoạt động: một chuyến đi kéo dài suốt 50 giờ cho pthấy nó đạt được tốc độ trung bình 15,5 kn (28,7 km/h; 17,8 mph), trong khi một thử nghiệm khác kéo dài 6 giờ cho thấy nó đạt tốc đội tối đa 18 kn (33 km/h; 21 mph).

## Lịch sử hoạt động
Kaiser Barbarossa được đưa ra hoạt động cùng hạm đội vào tháng 6 năm 1901, vừa kịp lúc để tham gia cuộc cơ động hạm đội hàng năm vào mùa Hè. Bắt đầu từ cuối tháng 8 năm 1901, sau khi các thiết giáp hạm thuộc lớp Brandenburg quay trở về sau nhiệm vụ hỗ trợ đàn áp cuộc nổi dậy Nghĩa Hòa Đoàn tại Trung Quốc, Kaiser Barbarossa tiến hành thực tập huấn luyện rộng rãi với phần còn lại của hạm đội. Trong năm tiếp theo, một lượt cơ động hạm đội khác diễn ra; lần này có sự tham gia của tất cả các tàu chị em với Kaiser Barbarossa. Trong cuộc cơ động tiến hành từ ngày 17 tháng 8 đến ngày 18 tháng 9, Kaiser Barbarossa cùng phần còn lại của Hải đội 1 được phân cả hai vai trò hạm đội "Đức" lẫn hải đội "thù địch" (Opfor).

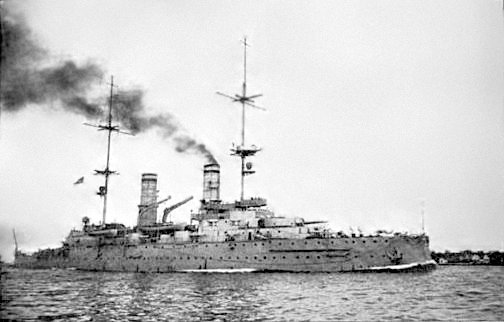
Thiết giáp hạm Kaiser Barbarossa

Vào năm 1903, hạm đội vốn chỉ bao gồm một hải đội thiết giáp hạm được tái tổ chức thành "Hạm đội Chiến trận Tích cực." Kaiser Barbarossa tiếp tục ở lại Hải đội 1 cùng với các tàu chị em và những chiếc lớp Wittelsbach mới hơn, trong khi những chiếc lớp Brandenburg cũ hơn được đưa về lực lượng dự bị để được chế tạo lại. Vào tháng 10 năm 1905, Hạm đội Nhà một lần nữa được tái tổ chức; nhưng Kaiser Barbarossa không được phân về đơn vị nào của hạm đội. Hạm đội Nhà lúc đó bao gồm hai đội ba thiết giáp hạm cho mỗi Hải đội 1 và Hải đội 2. Chúng được hỗ trợ bởi một Hải đội tuần dương bao gồm hai tàu tuần dương bọc thép và sáu tàu tuần dương bảo vệ. Đến năm 1907, lớp thiết giáp hạm Deutschland mới nhất được đưa ra hoạt động. Cùng với những chiếc lớp Braunschweig, chúng cung cấp đủ thiết giáp hạm hiện đại để thành lập hai hải đội chiến trận đầy đủ biên chế. Kết quả là Hạm đội Nhà được đổi tên thành Hạm đội Biển khơi (Hochseeflotte).
Bắt đầu từ năm 1907, Kaiser Barbarossa được đưa vào ụ tàu của xưởng Kaiserliche Werft ở Kiel để được hiện đại hóa rộng rãi, vốn kếo dài cho đến năm 1910. Bốn trong số các khẩu pháo 15 cm của nó được tháo dỡ nhưng được bổ sung hai khẩu 8,8 cm; toàn bộ 12 súng máy được tháo dỡ, cũng như ống phóng ngư lôi phía đuôi tàu. Cấu trúc thượng tầng của Kaiser Barbarossa cũng được cắt thấp xuống để giảm bớt xu hướng lật nghiêng đáng kể của con tàu. Các ống khói của con tàu cũng được kéo dài. Đang khi được tái cấu trúc, nó được phân về Đội 2 thuộc Hải đội 1 cùng chung với ba tàu chị em khác, vốn cũng đang được nâng cấp. Sau khi Kaiser Barbarossa đi ra khỏi ụ tàu, nó được điều về Hải đội 3 cùng các tàu chị em. Tuy nhiên, khi các thiết giáp hạm dreadnought được đưa ra hoạt động vào năm 1910, chúng đã trở nên lạc hậu so với các con tàu "toàn súng lớn". Vì vậy Kaiser Barbarossa được xuất biên chế và đưa về lực lượng dự bị.

### Chiến tranh thế giới thứ nhất

Kaiser Barbarossa đang di chuyển tốc độ cao

Khi Chiến tranh thế giới thứ nhất nổ ra vào tháng 8 năm 1914, Kaiser Barbarossa và các tàu chị em được đưa trở lại phục vụ và được điều động về Hải đội Chiến trận 5. Chúng được phân nhiệm vụ phòng thủ duyên hải tại khu vực biển Baltic, cho dù chúng chỉ đảm trách nhiệm vụ này trong sáu tháng. Đến tháng 2 năm 1915, hải đội được giải tán và Kaiser Barbarossa cùng các tàu chị em được đưa về dự bị. Vào năm 1916, Kaiser Barbarossa được sử dụng như một trại tù binh nổi tại Wilhelmshaven. Sau chiến tranh, theo những điều khoản của Hiệp ước Versailles, Đức chỉ được phép giữ lại sáu thiết giáp hạm thuộc các lớp Deutschland hay Braunschweig; vì vậy, vào ngày 6 tháng 12 năm 1919, con tàu được rút khỏi đăng bạ hải quân, rồi sau đó được bán để tháo dỡ. Kaiser Barbarossa bị tháo dỡ tại Rüstringen trong những năm 1919-1920.